# دروژکیفکا
دروژکیفکا (به روسی: Дружківка) شهری در استان دونتسک در کشور اوکراین واقع شده‌است. جمعیت این شهر ۵۵,۰۸۸ نفر (۲۰۲۱ تخمینی) است.

## نگارخانه

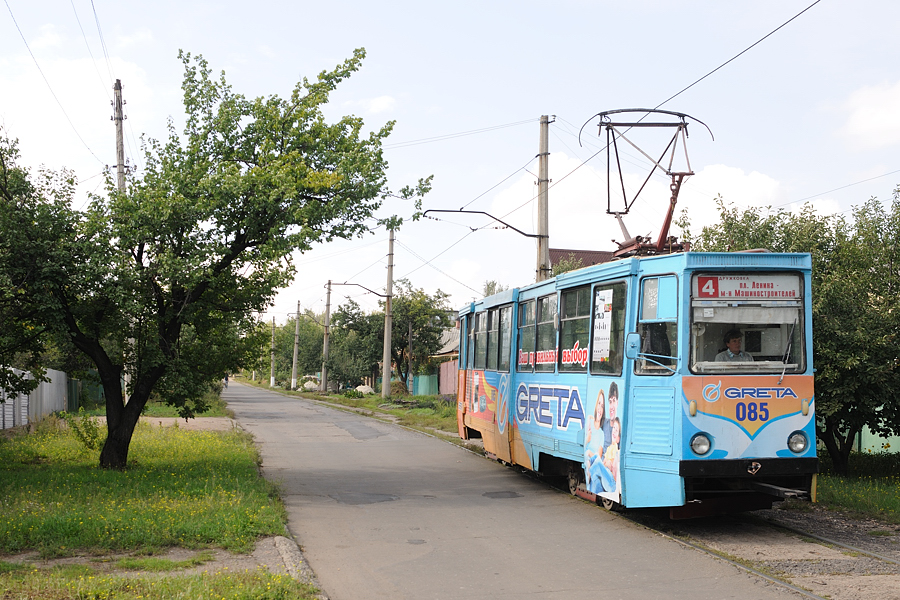
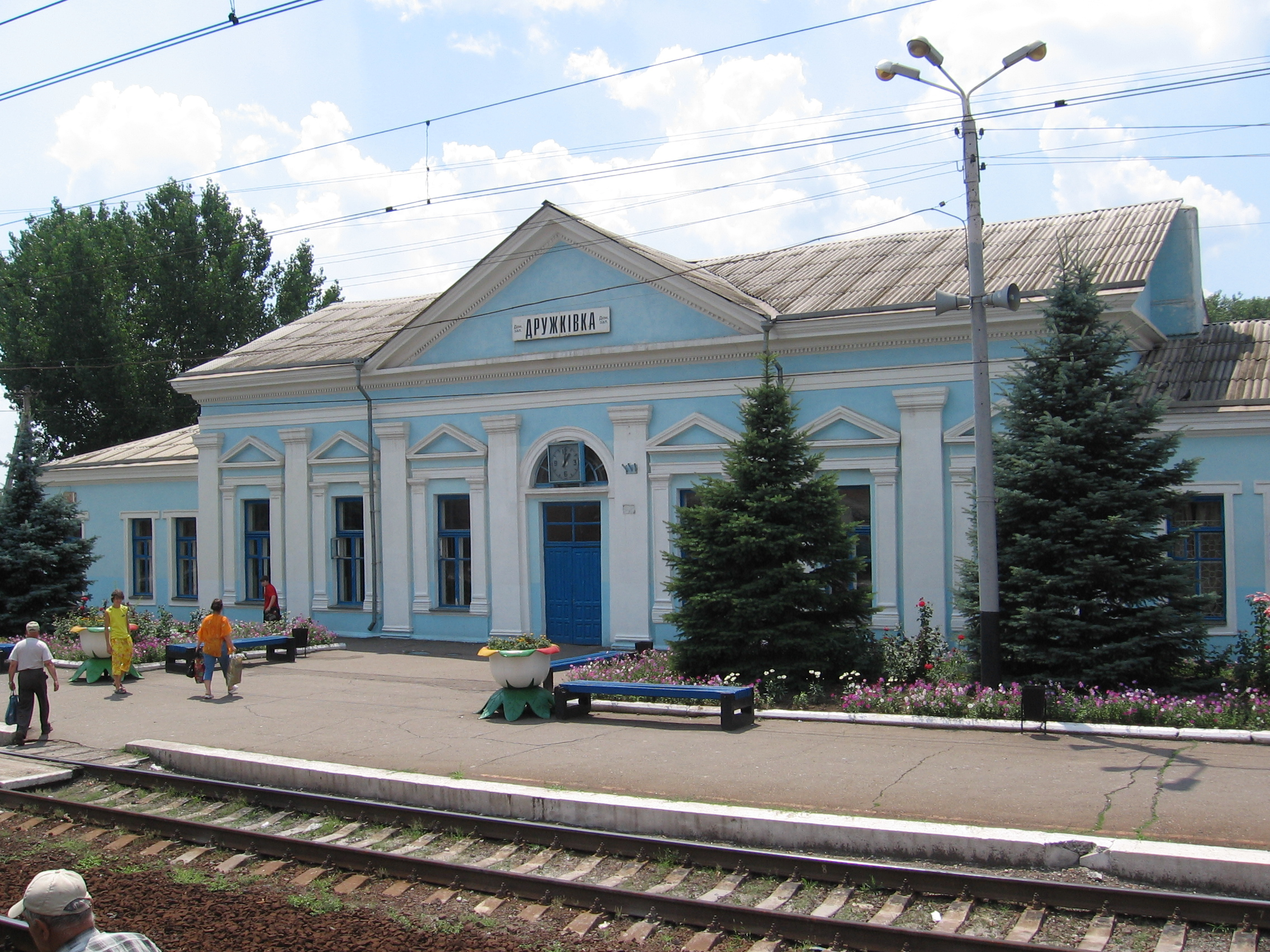
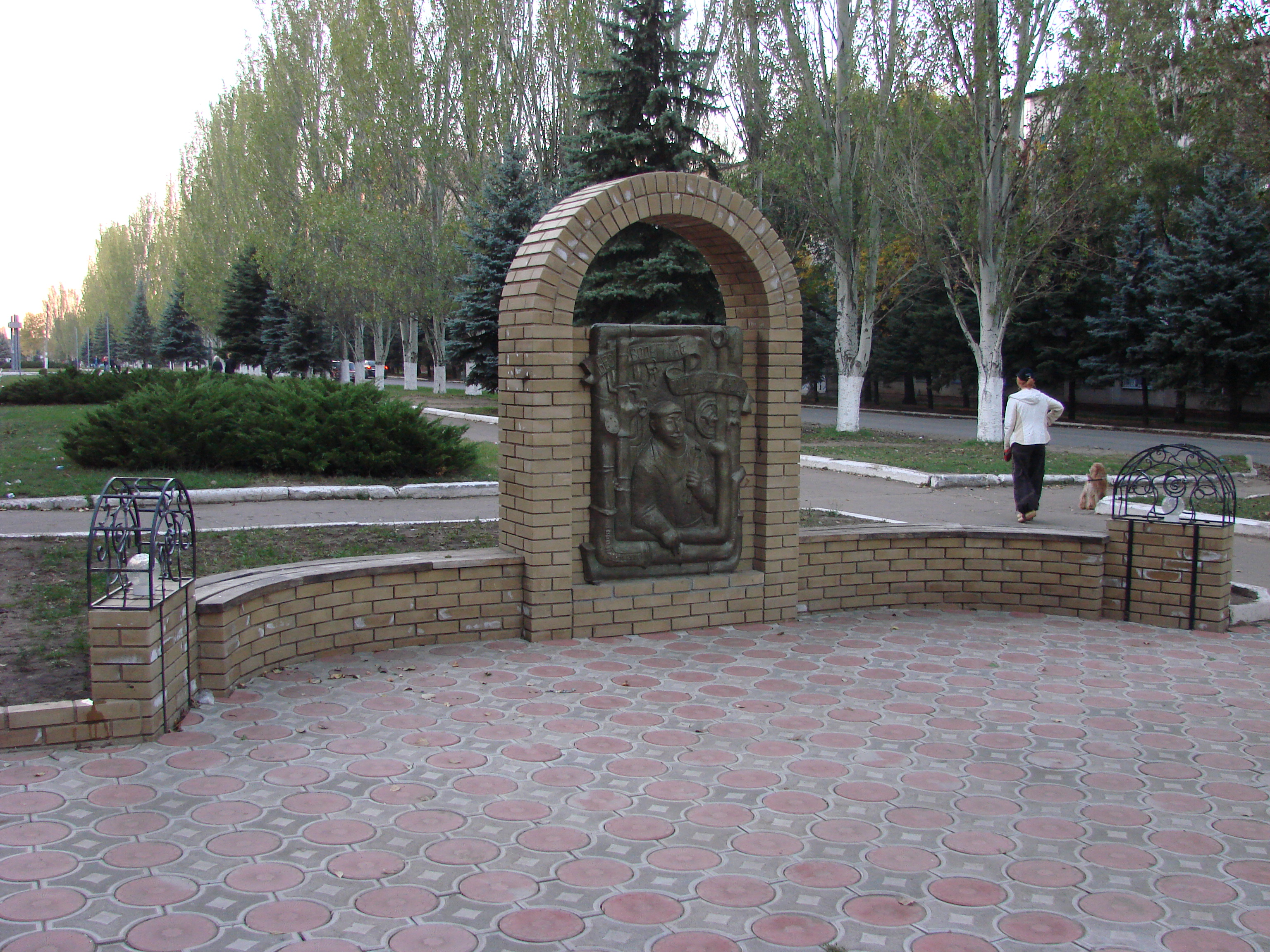